# ISO 3166-2:WS

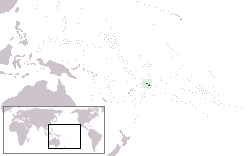
Mapa de Samoa

ISO 3166-2:WS es la entrada para la Samoa en ISO 3166-2, parte de los códigos de normalización ISO 3166 publicados por la Organización Internacional de Normalización (ISO), que define los códigos para los nombres de las principales subdivisiones (p.ej., provincias o estados) de todos los países codificados en ISO 3166-1.
WS es el acrónimo de Western Samoa (Samoa Occidental), el nombre que tuvo este país hasta 1997. En la actualidad, para Samoa los códigos de la ISO 3166-2 se definen para 11 distritos.
Cada código consta de dos partes, separadas por un guion. La primera parte es WS, el código ISO 3166-1 alfa-2 para Samoa. La segunda parte tiene dos letras.

## Códigos actuales
Los nombres de las subdivisiones se ordenan según el estándar ISO 3166-2 publicado por la Agencia de Mantenimiento ISO 3166 (ISO 3166/MA).
Pulsa sobre el botón en la cabecera para ordenar cada columna.
| Código | Nombre de la subdivisión (en, sm) |
| ------ | --------------------------------- |
| WS-AA  | A'ana                             |
| WS-AL  | Aiga-i-le-Tai                     |
| WS-AT  | Atua                              |
| WS-FA  | Fa'asaleleaga                     |
| WS-GE  | Gaga'emauga                       |
| WS-GI  | Gagaifomauga                      |
| WS-PA  | Palauli                           |
| WS-SA  | Satupa'itea                       |
| WS-TU  | Tuamasaga                         |
| WS-VF  | Va'a-o-Fonoti                     |
| WS-VS  | Vaisigano                         |